# Regale

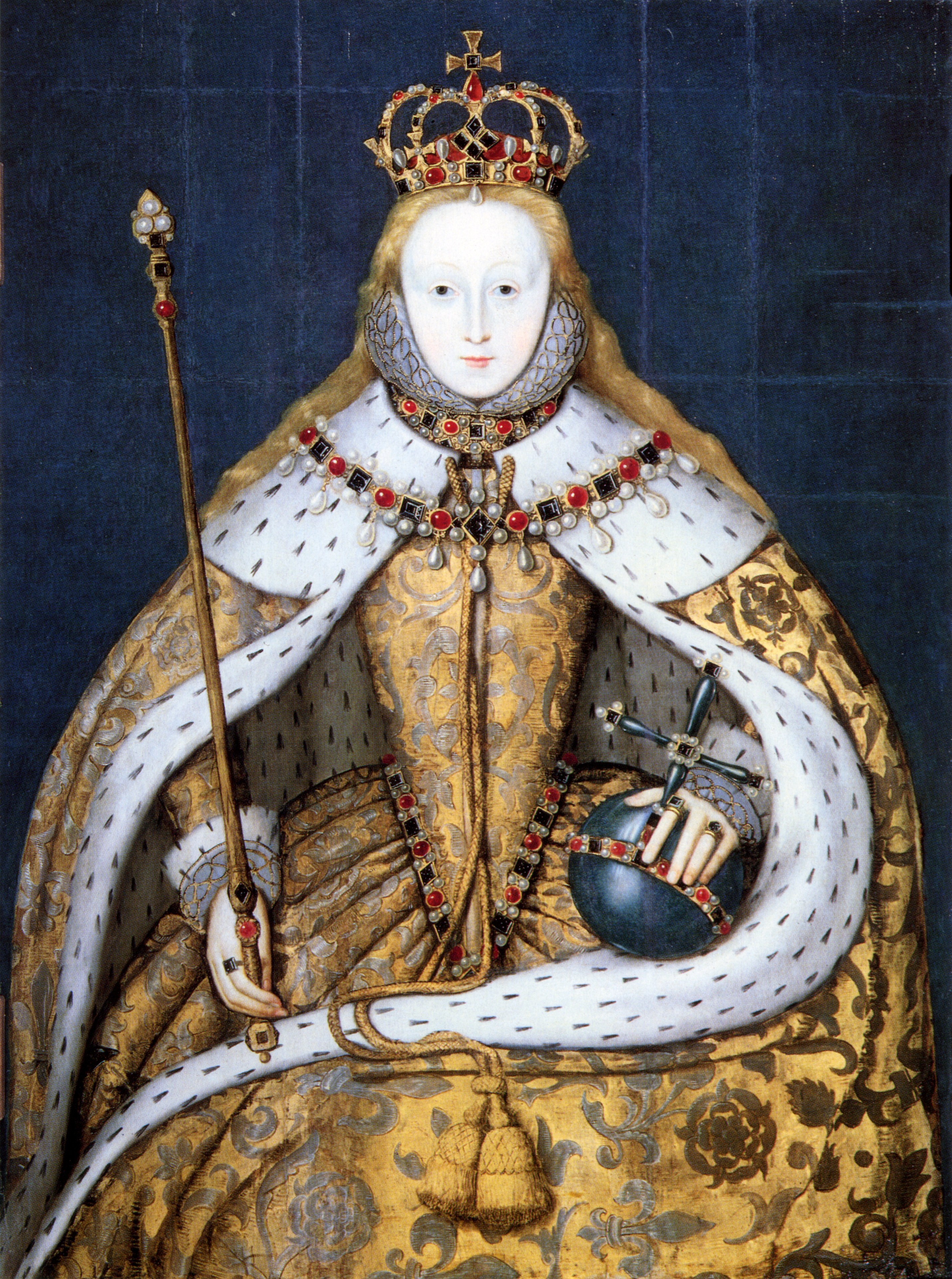
Elisabet I i kröningsdräkt. Regalierna symboliserar hennes regale: kronan, spiran och riksäpplet hennes höghetsrättigheter, hermelinsbrämen jaktregale, det importerade tyget handelsregale, metallerna och ädelstenarna bergsregale.

Regale (av latinets jus regale), även kungligt prerogativ och höghetsrättigheter, är den juridiska beteckningen på en kunglig rättighet, monarkens rätt i egenskap av monark. Denna rättighet brukade från medeltiden överlåtas medelst privilegiebrev mot ersättning, som regel skatt eller avrad (jämför Regalier). Regale innebar en förfoganderätt, vilken det krävdes tillstånd att överträda.

## Historik
Regale uppträder i de skriftliga källorna på den europeiska kontinenten under 900-talet, men det förekommer olika teorier om deras ursprunglighet. Under medeltiden saknades en skarp gräns mellan monarkens privata egendomar och vad som tillföll monarken såsom överhet. Inte heller fanns en klar sådan distinktion för skatter och folkets avrader till kronan.
Mot 1200-talet börjar monarkier i Europa att skilja mellan övre och lägre regale. De övre regale var höghetsrättigheter, till exempel dömande, lagstiftande och verkställande makt. På den europeiska kontinenten tog sig de högre regalen uttryck i investiturstriden, där monarken hävdade sitt regale mot kyrkan. Från och med omkring 1200-talet började endast de lägre regalerna att innefattas i ordet regale. Dessa har definierats som inkomst- eller vinstgivande rättigheter som kronan tillerkänt sig med avseende på viss privat verksamhet. Detta innebar ett slags statligt överägande till allt som kunde ägas inom riket och allt som kunde ge en inkomst. För att bruka, tjäna sitt levebröd av, överlåta eller förändra det som var regale förutsattes dels tillstånd, dels ersättning till kronan.

## Användning
Regale innebar att kronan hade rätt till del av avkastningen från allt på rikets jord. Så förbehölls till exempel i äldre tider kungen rätt att ensam skjuta vissa djur, jaktregale. Vidare tillägnade kronan sig viss rätt till allmänningar (skogsregale), större vattendrag (vattenregale) och malmstreck (bergsregale), de så kallade grundregalen. Slutligen förbehöll kronan sig ensamrätt eller monopol att ombesörja en eller annan för allmänheten avsedd inrättning, såsom postväsendet (postregale), mynttillverkning (myntregalet) eller att utöva vissa näringar, såsom tobakstillverkning (tobaksregale, se Tobaksmonopol i Sverige), brännvinstillverkning (se kronobränneri) och saltberedning (saltregale). Så var även handel reglerad, genom stadsprivilegier och stadslagen, och utbildning genom universitetsprivilegier som Uppsala universitets privilegier. 
Regale kunde både betyda att kronan ägde regalet och att kronan hade ett slags överägande. Kronan skaffade sig allmänningar genom att hänvisa till olika regale (se Vattenregale och Kronopark) där de sedermera har blivit ägare av förekomsten. Införandet av regale blev också den historiska upprinnelsen till kronoskatten och utgör dess förklaring, samt till statliga monopol. 
Regalbegreppet är emellertid tämligen svävande och kan användas i olika meningar.